# برت فراگنر
بِرت گ. فراگنر (به آلمانی: Bert G. Fragner) (زادهٔ ۲۷ نوامبر ۱۹۴۱ – درگذشتهٔ ۱۶ دسامبر ۲۰۲۱) استاد ایران‌شناسی و آسیای مرکزی اهل اتریش در دانشگاه آزاد برلین و بامبرگ و پایه‌گذار مؤسسهٔ مطالعات ایرانیِ فرهنگستان علوم اتریش و تا ۲۰۱۰ مدیر آن بود. او از نویسندگان دانشنامهٔ ایرانیکا در زمینهٔ تاریخ اقتصاد بود.

## زندگی
برت فراگنر ایرانشناس اتریشی، متولد ۱۹۴۱میلادی در وین است. برت فراگنر تحصیلات دانشگاهی خود را در سال ۱۹۶۰ در رشته‌های شرق‌شناسی، ترک‌شناسی، عرب‌شناسی و ایران‌شناسی، و نیز قوم‌شناسی و اسلام‌شناسی در دانشگاه وین آغاز کرد. در اواسط دهه ۱۹۶۰ به مدت یک سال به تهران رفت و نزد ایرج افشار، شیرین بیانی، جعفر محجوب، ذبیح‌الله صفا، شهیدی و منوچهر ستوده آموزش دید. او از سال ۱۹۶۵ تا ۱۹۶۹ از سوی وزارت آموزش و پرورش اتریش در یک مدرسه فنی تهران مسئول هماهنگی برای آموزش زبان آلمانی شد.
«تاریخ شهر همدان در شش سده نخست هجری» عنوان پایان‌نامه دکترای فراگنر بود که در سال ۱۹۷۰ به دانشگاه وین ارائه شد. وی تا اتمام رساله فوق دکترای خود به مدت هفت سال به تدریس در دانشگاه و سفرهای علمی متعدد به لبنان و تهران مشغول بود. «ادبیات خاطره‌نویسی به مثابه منبعی در خدمت تاریخ نوین ایران» عنوان رساله فوق دکترای او بود که در سال ۱۹۷۷ به پایان رسید و در سال ۱۹۸۰ انتشار یافت.
فراگنر تا سال ۱۹۸۹ در مقام استاد رشته ایران‌شناسی در دانشگاه‌های وین، فرایبورگ، برلین و برن به تدریس پرداخت و سپس از تا سال ۲۰۰۳ کرسی استادی ایران‌شناسی را در دانشگاه بامبرگ آلمان عهده‌دار بود. از سال ۲۰۰۳ تا اول ژانویه ۲۰۱۰ ریاست انستیتو ایران‌شناسی فرهنگستان علوم اتریش به او واگذار شد.

## جوایز
در ۱۶ ژوئیهٔ ۲۰۱۰ جایزهٔ بنیاد موقوفات دکتر محمود افشار در فرهنگستان علوم وین، به پاس ترویج فرهنگ و تاریخ ایران به فراگنر اهدا شد. همچنین وی منتخب چهارمین همایش چهره‌های ماندگار ایران (سال ۱۳۸۳) است.

## آثار
- قلمرو، هویت و رابطه زبانی در تاریخ آسیا (به آلمانی و ترجمه شده به فارسی)[الف]
- فهرست‌نامه اسناد فرمانروایان ایران
- مشارکت در تدوین تاریخ ایران کمبریج[۹]

## یادداشت
1. ↑  Die Persophonie. Regionalität, Identität und Sprachkontakt in der Geschichte Asiens.